# Gaienhofen
Gaienhofen is een plaats in de Duitse deelstaat Baden-Württemberg, en maakt deel uit van het Landkreis Konstanz.
Gaienhofen telt 3.362 inwoners.
In de gemeente hebben zowel de schrijver Herman Hesse als de schilder Otto Dix gewoond en gewekt. Aan beiden is hier een museum aan hen gewijd.
Aach · Allensbach · Bodman-Ludwigshafen · Büsingen · Eigeltingen · Engen · Gaienhofen · Gailingen am Hochrhein · Gottmadingen · Hilzingen · Hohenfels · Konstanz · Moos · Mühlhausen-Ehingen · Mühlingen · Öhningen · Orsingen-Nenzingen · Radolfzell am Bodensee · Reichenau · Rielasingen-Worblingen · Singen · Steißlingen · Stockach · Tengen · Volkertshausen